# Seven (piosenkarz)
Seven (kor. 세븐, stylizowane na Se7en), właśc. Choi Dong-wook (ur. 9 listopada 1984 w Seulu) – południowokoreański piosenkarz.

## Historia
Seven rozpoczął szkolenie pod agencją YG Entertainment w wieku 15 lat. Po czterech latach nauki śpiewu i tańca, zadebiutował w 2003 roku z piosenką „Come Back To Me”. Następnie wydał swój debiutancki album Just Listen 8 marca 2003 roku. Później tego samego roku otrzymał nagrodę dla najlepszego nowego artysty podczas M.net KM Music Festival. W 2004 roku ukazał się jego drugi album, Must Listen, który został wydany również w języku chińskim w 2006 roku. W 2006 roku ukazały się dwa albumy 24/SE7EN i Se7olution w języku koreańskim, a także FIRST SE7EN – pierwszy album w języku japońskim.

## Dyskografia

### Albumy studyjne
Koreańskie
- Just Listen (2003)
- Must Listen (2004)
- 24/SE7EN (2006)
- Se7olution (2006)

Chińskie
- Must Listen (2006)

Japońskie
- FIRST SE7EN (2006)
- Dangerman (2016)
- 1109 (2017)

### Minialbumy
Koreańskie
- Digital Bounce (2010)
- Seven New Mini Album (2012)
- I Am Seven (2016)

Japońskie
- Somebody Else (2012)

## Filmografia

### Telewizja
| Rok  | Tytuł   | Rola             | Stacja telewizyjna |
| ---- | ------- | ---------------- | ------------------ |
| 2007 | Goong S | Kang Hoo/Lee Hoo | MBC                |